# Moulines (Calvados)
Pour les articles homonymes, voir Moulines.
Moulines est une commune française, située dans le département du Calvados en région Normandie, peuplée de 274 habitants.

## Géographie
| Fresney-le-Vieux   | Barbery  | Saint-Germain-le-Vasson                                     |
| Cesny-Bois-Halbout | Moulines | Saint-Germain-le-Vasson                                     |
| Acqueville         | Tournebu | Fontaine-le-Pin (sur quelques dizaines de mètres), Tournebu |

### Hydrographie
La commune est située dans le bassin Seine-Normandie. Elle est drainée par la Laize et le ruisseau de Bactot,,.
La Laize, d'une longueur de 32 km, prend sa source dans la commune de Martigny-sur-l'Ante et se jette  dans l'Orne à Laize-Clinchamps, après avoir traversé 15 communes. 

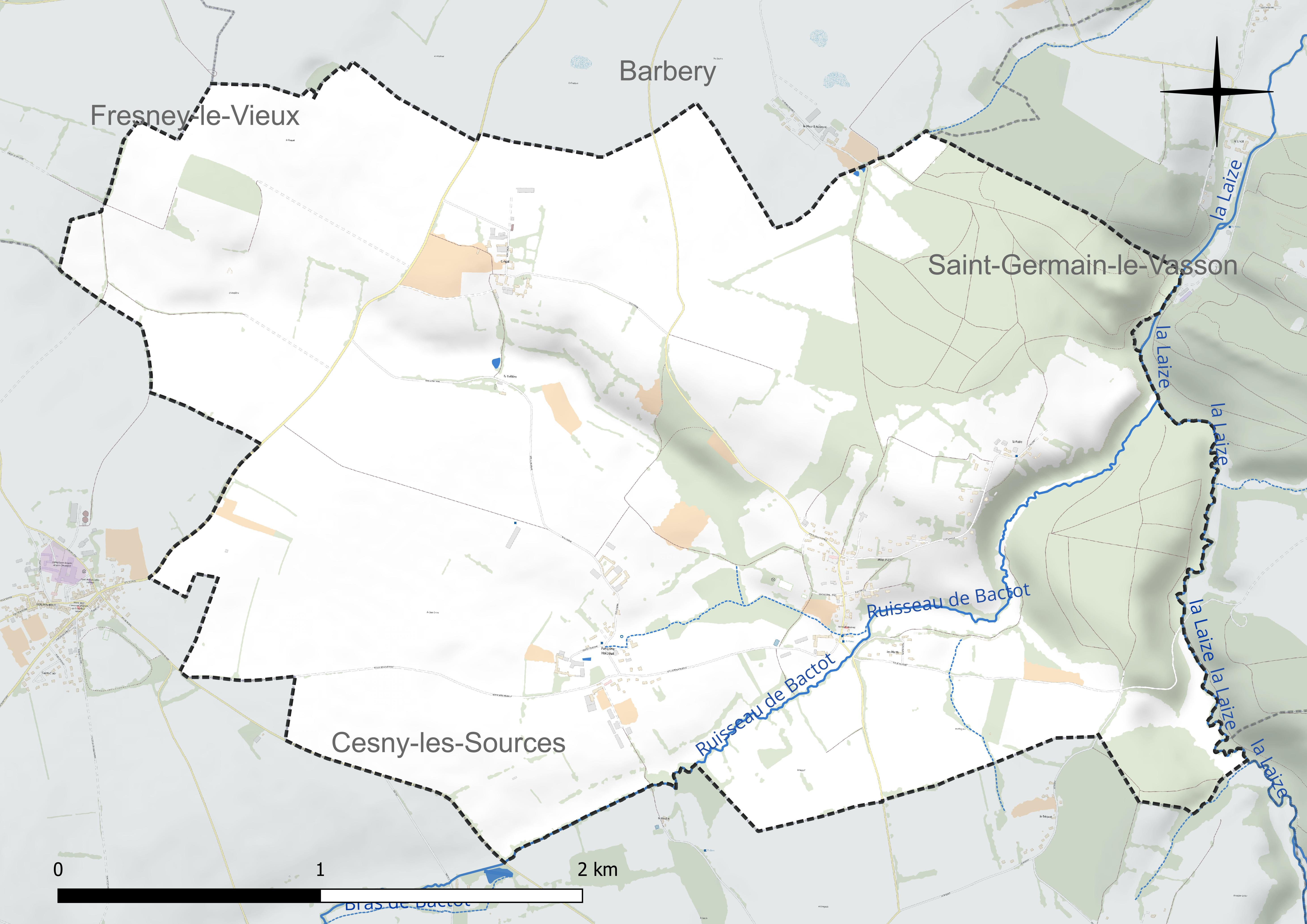
Réseau hydrographique de Moulines.

### Climat
Pour des articles plus généraux, voir Climat de la Normandie et Climat du Calvados.
En 2010, le climat de la commune est de type climat océanique franc, selon une étude du CNRS s'appuyant sur une série de données couvrant la période 1971-2000. En 2020, Météo-France publie une typologie des climats de la France métropolitaine dans laquelle la commune est exposée à un climat océanique et est dans la région climatique  Normandie (Cotentin, Orne), caractérisée par une pluviométrie relativement élevée (850 mm/a) et un été frais (15,5 °C) et venté.
Pour la période 1971-2000, la température annuelle moyenne est de 10,2 °C, avec  une amplitude thermique annuelle de 12,4 °C. Le cumul annuel moyen de précipitations est de 792 mm, avec 12,4 jours de précipitations en janvier et 7,7 jours en juillet. Pour la période 1991-2020, la température moyenne annuelle observée sur la station météorologique la plus proche, située sur la commune de Fresney-le-Vieux à 4 km à vol d'oiseau, est de 10,8 °C et le cumul annuel moyen de précipitations est de 826,3 mm,. Pour l'avenir, les paramètres climatiques de la commune estimés pour 2050 selon différents scénarios d'émission de gaz à effet de serre sont consultables sur un site dédié publié par Météo-France en novembre 2022.

## Urbanisme

### Typologie
Au 1er janvier 2024, Moulines est catégorisée commune rurale à habitat dispersé, selon la nouvelle grille communale de densité à 7 niveaux définie par l'Insee en 2022.
Elle est située hors unité urbaine. Par ailleurs la commune fait partie de l'aire d'attraction de Caen, dont elle est une commune de la couronne,. Cette aire, qui regroupe 296 communes, est catégorisée dans les aires de 200 000 à moins de 700 000 habitants,.

### Occupation des sols
L'occupation des sols de la commune, telle qu'elle ressort de la base de données européenne d'occupation biophysique des sols Corine Land Cover (CLC), est marquée par l'importance des territoires agricoles (79,6 % en 2018), en diminution par rapport à 1990 (82,4 %). La répartition détaillée en 2018 est la suivante : 
terres arables (53,4 %), prairies (23,4 %), forêts (17,6 %), zones urbanisées (2,8 %), zones agricoles hétérogènes (2,8 %). L'évolution de l'occupation des sols de la commune et de ses infrastructures peut être observée sur les différentes représentations cartographiques du territoire : la carte de Cassini (XVIIIe siècle), la carte d'état-major (1820-1866) et les cartes ou photos aériennes de l'IGN pour la période actuelle (1950 à aujourd'hui).

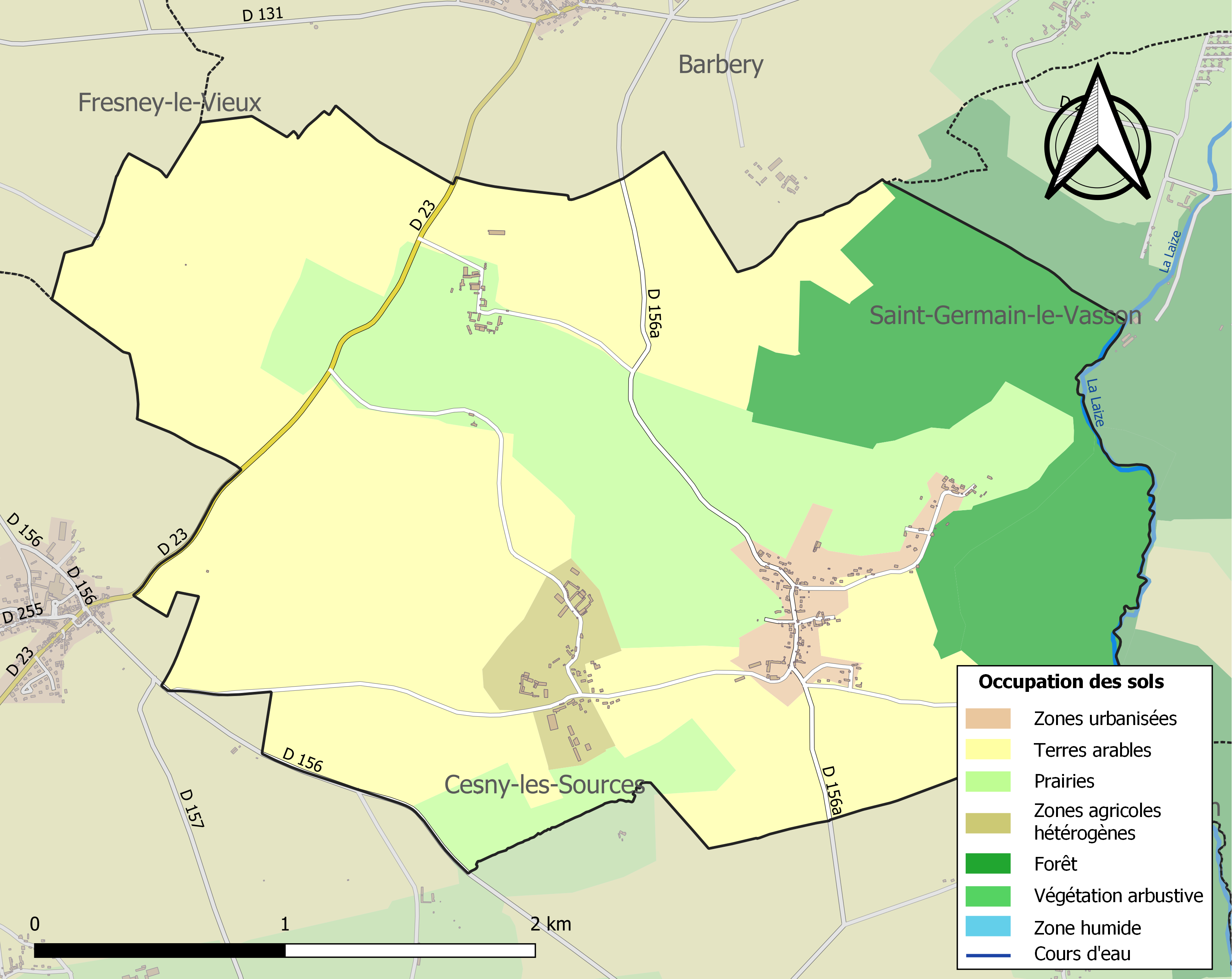
Carte des infrastructures et de l'occupation des sols de la commune en 2018 (CLC).

## Toponymie
Le nom de la localité est attesté sous la forme Molines en 1181. Issu du bas latin molina, « moulin », le toponyme semble être dû à une activité meunière.
Peut-être du pluriel de l'oïl mouline, « terre facile à travailler après le dégel » ou « terrain marécageux ».
Le gentilé est Moulicinfolien.

## Histoire
La paroisse de Cingal était le chef-lieu de la doyenné du Cinglais à laquelle elle a probablement donné son nom.
En 1833, les communes de Cingal (39 habitants au recensement de 1831) et Fontaine-Halbout (106 habitants au même recensement), respectivement au nord-ouest et à l'ouest du territoire, sont rattachées à celle de Moulines (189 habitants).

## Politique et administration
| Période                                  | Période   | Identité            | Étiquette | Qualité               |
| ---------------------------------------- | --------- | ------------------- | --------- | --------------------- |
| 1843                                     | 1852      | Alexandre Beaunieux |           |                       |
| 1852                                     | 1870      | Charles Ballière    |           |                       |
| 1871                                     | 1875      | Charles Poret       |           |                       |
| 1875                                     | 1877      | Léon Beaunieux      |           |                       |
| 1877                                     | 1896      | Alexandre Beaunieux |           |                       |
| 1896                                     | 1938      | Alexandre Grusse    |           |                       |
| 1938                                     | 1983      | Constant Lesage     |           |                       |
| 1983                                     | mars 2001 | Hubert Binet        | SE        |                       |
| mars 2001                                | mars 2014 | Bruno Moutinho      | SE        | Technicien biologiste |
| mars 2014                                | En cours  | Estelle Brière      | SE        | Responsable comptable |
| Les données manquantes sont à compléter. |           |                     |           |                       |

Le conseil municipal est composé de onze membres dont le maire et deux adjoints.

## Démographie
L'évolution du nombre d'habitants est connue à travers les recensements de la population effectués dans la commune depuis 1793. Pour les communes de moins de 10 000 habitants, une enquête de recensement portant sur toute la population est réalisée tous les cinq ans, les populations de référence des années intermédiaires étant quant à elles estimées par interpolation ou extrapolation. Pour la commune, le premier recensement exhaustif entrant dans le cadre du nouveau dispositif a été réalisé en 2005.
En 2022, la commune comptait 274 habitants, en évolution de −8,05 % par rapport à 2016 (Calvados : +1,58 %, France hors Mayotte : +2,11 %).
Au premier recensement républicain, en 1793, Moulines comptait 351 habitants, population jamais atteinte depuis.
| 1793 | 1800 | 1806 | 1821 | 1831 | 1836 | 1841 | 1846 | 1851 |
| ---- | ---- | ---- | ---- | ---- | ---- | ---- | ---- | ---- |
| 351  | 233  | 210  | 187  | 189  | 336  | 343  | 313  | 318  |

| 1856 | 1861 | 1866 | 1872 | 1876 | 1881 | 1886 | 1891 | 1896 |
| ---- | ---- | ---- | ---- | ---- | ---- | ---- | ---- | ---- |
| 302  | 286  | 296  | 274  | 267  | 258  | 242  | 255  | 226  |

| 1901 | 1906 | 1911 | 1921 | 1926 | 1931 | 1936 | 1946 | 1954 |
| ---- | ---- | ---- | ---- | ---- | ---- | ---- | ---- | ---- |
| 205  | 206  | 180  | 164  | 165  | 173  | 159  | 143  | 148  |

| 1962 | 1968 | 1975 | 1982 | 1990 | 1999 | 2005 | 2006 | 2010 |
| ---- | ---- | ---- | ---- | ---- | ---- | ---- | ---- | ---- |
| 151  | 151  | 168  | 193  | 216  | 225  | 241  | 253  | 252  |

| 2015 | 2020 | 2022 | - | - | - | - | - | - |
| ---- | ---- | ---- | - | - | - | - | - | - |
| 293  | 276  | 274  | - | - | - | - | - | - |

| 1793 | 1800 | 1806 | 1821 | 1831 |
| ---- | ---- | ---- | ---- | ---- |
| 67   | 48   | 53   | 42   | 39   |

| 1793 | 1800 | 1806 | 1821 | 1831 |
| ---- | ---- | ---- | ---- | ---- |
| 114  | 95   | 100  | 115  | 106  |

## Lieux et monuments
- L'église Saint-Laurent de Fontaine-Halbout, en partie du XIIe siècle[32].
- Le pont du Bactot sur la Laize du XIXe siècle[33].
- L'église Saint-Georges, du XIXe siècle, clocher du XVIIIe, parties des XIe et XIVe siècles[34].
- L'église Notre-Dame de Cingal a été détruite au XIXe siècle. La croix du cimetière est près du pont de Moulines[35].
- Le gué du Pont-de-Flès sur la Laize « dont les villageois redoutent le passage et au sujet duquel ils racontent beaucoup de fables »[36]. Les âmes des anciens barons de Tournebu y roderaient en poussant des cris[37].
- Le lavoir, rue du Moulin-Tan.
- Fermes-manoirs.
- Les restes d'une très grande enceinte de terre[38].

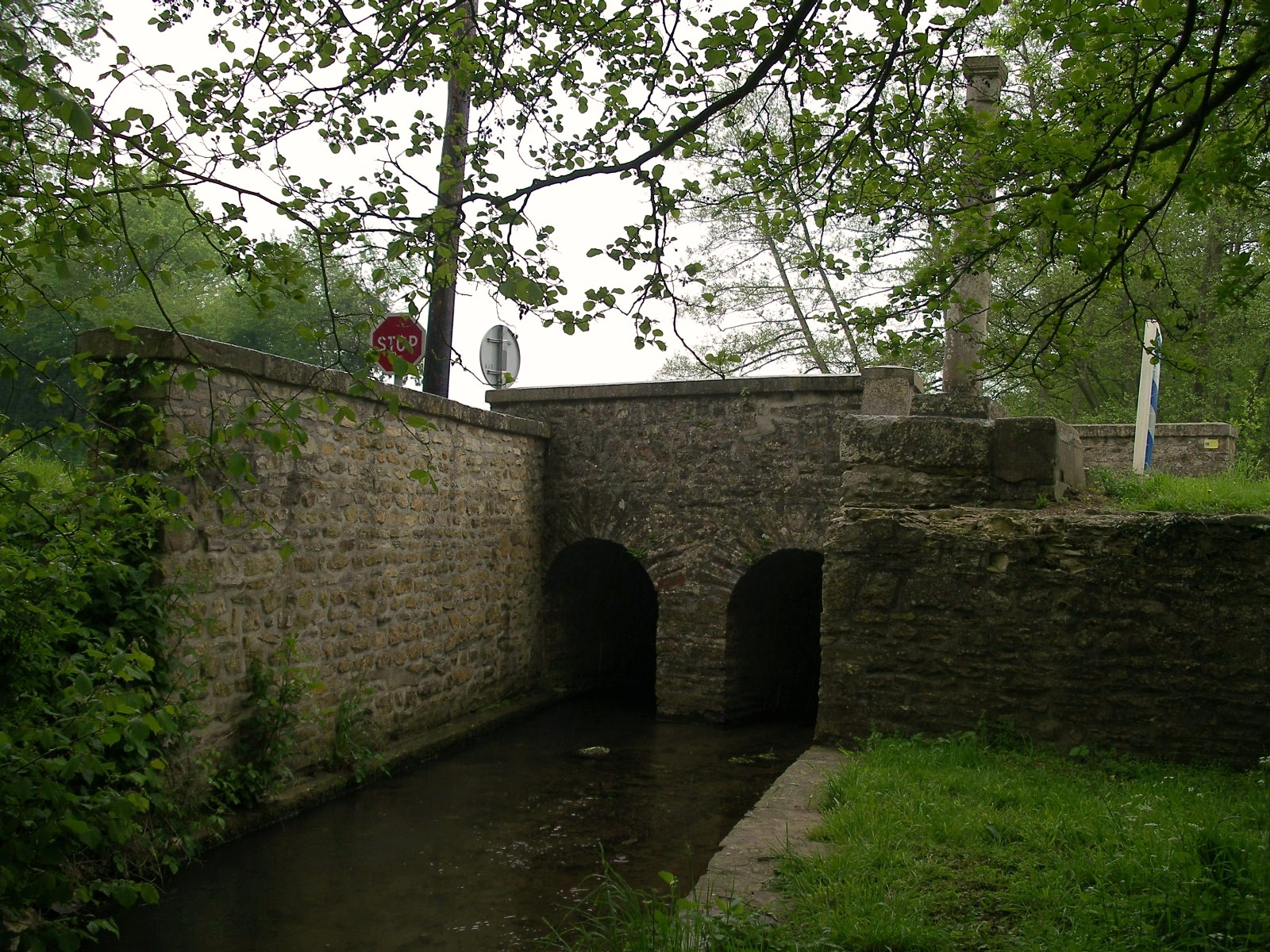
Le pont du Bactot.
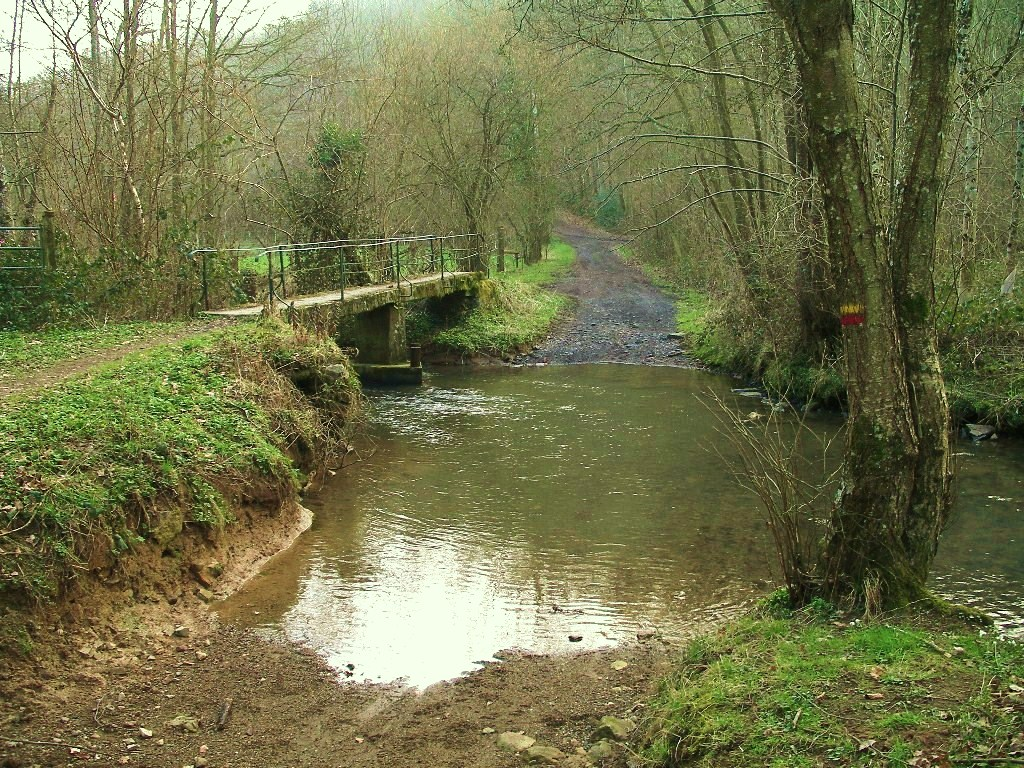
Le gué du Pont-de-Flès.
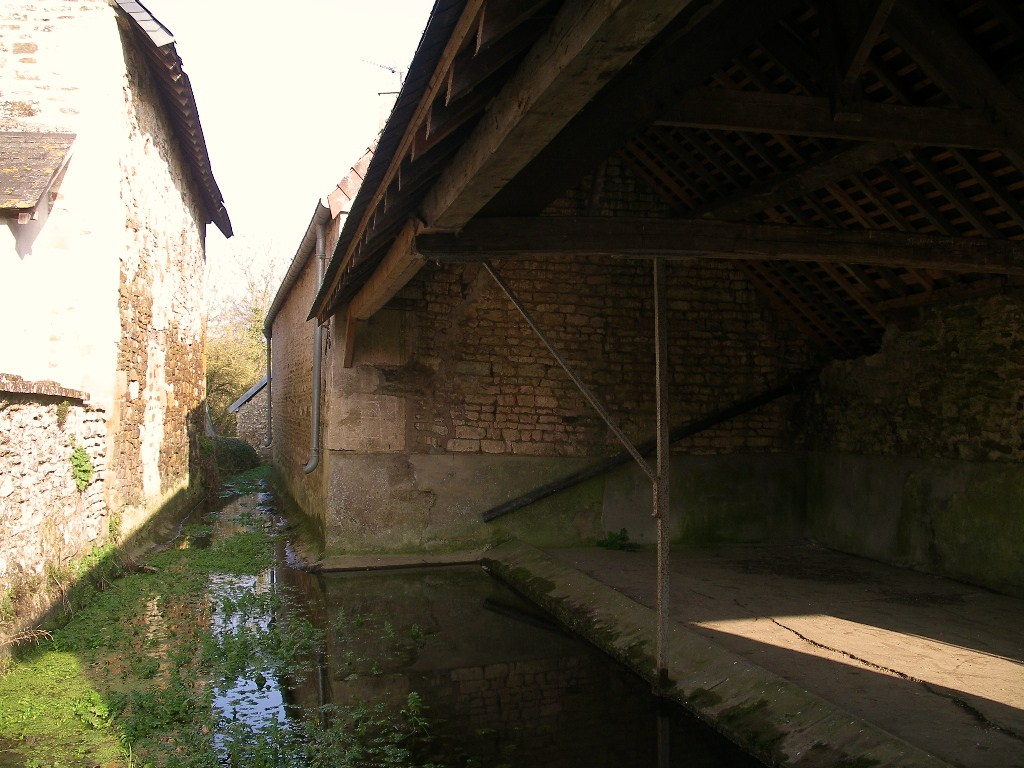
Le lavoir.